# シャウエンシュタイン
シャウエンシュタイン (ドイツ語: Schauenstein) は、ドイツ連邦共和国バイエルン州オーバーフランケン行政管区ホーフ郡に属する市で、本市とロイポルツグリュンとで形成されるシャウエンシュタイン行政共同体の本部所在地である。

## 地理
シャウエンシュタインは、フランケンヴァルト自然公園の東端に位置する。主要地区のシャウエンシュタインは、ゼルビッツ川の東側に位置しており、フォルマンスグリュン地区、ウシェルツグリュン地区をゼルビッツ川が流れる。

### 自治体の構成
本市は、公式には18の地区 (Ort) からなる。このうち孤立農場などを除く集落を以下に列記する。
- ハウアイゼン
- ノイドルフ
- シャウエンシュタイン
- ウッシャーツグリュン
- フォルクマンスグリュン
- ヴィンディシェングリュン

## 歴史

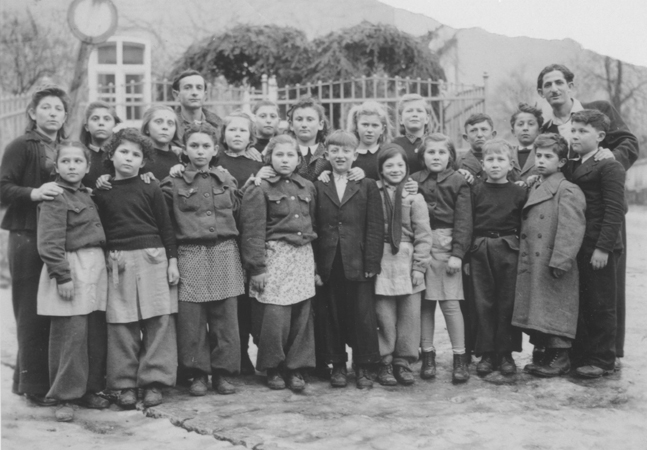
シャウエンシュタインDP-Lagerの人々。（1946年）

シャウエンシュタインは1230年に初めて文献に現れる。1291年にシャウエンシュタイン丘陵は騎士のヴォウフシュトリーゲルの所領となった。1386年シャウエンシュタインは、ニュルンベルク城伯に売却された。1792年からこの地に設けられたプロイセン王国のバイロイト侯領のオーバーアムトは、1807年のティルジットの和約によりフランスの管理下に置かれ、1810年バイエルン王国領となった。バイエルン王国の行政改革に伴う自治体令により1818年に現在の自治体が形成された。
1945年の第二次世界大戦終了後、シャウエンシュタインはアメリカ合衆国の管理地域となった。アメリカの軍管理部は、Displaced Persons（DP：追い出された人たち）と呼ばれるユダヤ人を管理するため、DP-Lagerと呼ばれる保護施設を整備した。この施設は、連合国救済復興機関 (UNRRA) の管轄下に置かれた。ナチス親衛隊の医師ヨーゼフ・メンゲレも、一時期シャウエンシュタインに身を隠していた。

## 文化と見所

### 博物館
- ノイドルフ地区の織物工房博物館
- シャウエンシュタイン地区の城は、郷土博物館とオーバーフランケン消防博物館に利用されている。

### 自然景観

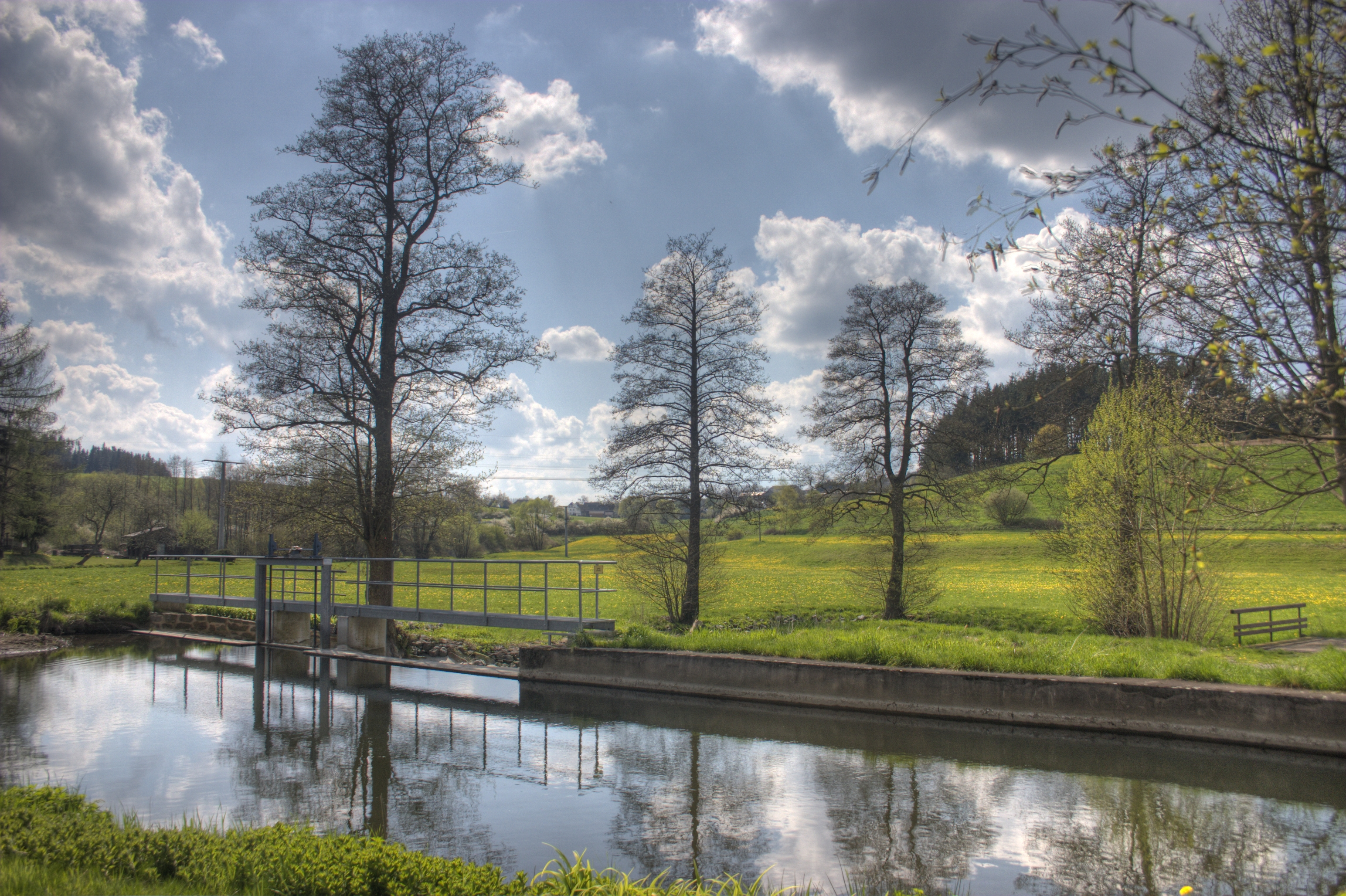
ゼルビッツタールの風景

「Wachende Jungfrau」（見張りの若妻）や「Schlafender Riese」（眠る巨人）と名付けられた岩の造形は、シャウエンシュタインの印象的な自然景観である。

### 定期的な催し物
- 7月の最初の週末（金曜から月曜まで）：シャウエンシュタインの射撃および牧場祭
- 降臨節の第3日曜日にゼルビッツ河畔（フォルクマンススグリュン地区）のクリスマス市

## 引用
1. ↑  https://www.statistikdaten.bayern.de/genesis/online?operation=result&code=12411-003r&leerzeilen=false&language=de Genesis-Online-Datenbank des Bayerischen Landesamtes für Statistik Tabelle 12411-003r Fortschreibung des Bevölkerungsstandes: Gemeinden, Stichtag (Einwohnerzahlen auf Grundlage des Zensus 2011)
2. ↑  Bayerische Landesbibliothek Online